# Französisch-Polynesien
Französisch-Polynesien (tahitianisch Porinetia Farani, französisch Polynésie française), ursprünglich Französisch-Ozeanien, ist ein französisches Überseegebiet in Polynesien. Französisch-Polynesien hat eine eigene parlamentarische Verfassung (mit der Assemblée de la Polynésie française) und eine eigene Flagge und zählt nicht zum Gebiet der Europäischen Union und auch nicht zum Schengen-Raum.
Französisch-Polynesien besteht aus einer Ansammlung kleinerer Inseln, Atolle und Archipele im südlichen Pazifik etwa bei 15° Süd und 140° West. Die bekannteste und bevölkerungsreichste Insel ist Tahiti. Das Atoll Mururoa, auf dem die französische Nuklearstreitmacht Atomwaffen testete, gehört ebenfalls zu Französisch-Polynesien.

## Geographie
Französisch-Polynesien liegt im südöstlichen Teil Polynesiens – weiter östlich liegen nur die als britisches Überseegebiet organisierten Pitcairninseln und die zu Chile gehörige Osterinsel. Im Westen schließen sich die mit Neuseeland assoziierten Cookinseln an, im Nordwesten die zu Kiribati gehörigen Line Islands. Das Gebiet besteht aus insgesamt 118 Inseln und Atollen, die zu fünf Archipelen gehören:
| Flagge | Karte | Name                | Anzahl    | Fläche [km²] | Einwohner |
| ------ | ----- | ------------------- | --------- | ------------ | --------- |
|        |       | Gesellschaftsinseln | 14 Inseln | 1.647        | 235.295   |
|        |       | Tuamotu-Archipel    | 76 Atolle | 0.850        | 015.410   |
|        |       | Marquesasinseln     | 12 Inseln | 1.274        | 009.261   |
|        |       | Austral-Inseln      | 06 Inseln | 0.148        | 006.820   |
|        |       | Gambierinseln       | 26 Inseln | 0.031        | 001.421   |

Die Inseln verteilen sich auf eine Wasserfläche von etwa 4.000.000 km² bei einer Landfläche von nur etwas mehr als 4.000 km². Die höchste Erhebung ist der Mont Orohena mit 2241 m.

## Bevölkerung

### Völker
Etwa 78 % der Bevölkerung sind Polynesier, die in verschiedenen Volksgruppen organisiert sind. Die größte Minderheit mit 12 % sind Chinesen, die vor allem in der Wirtschaft einen großen Einfluss haben. Ehemals eingewanderte französische Siedler machen 6 % und Franzosen, die nicht in Französisch-Polynesien, sondern in Frankreich geboren sind, inzwischen 4 % der Gesamtbevölkerung aus. Ein gewisser Anteil der Bevölkerung ist gemischter ethnischer Herkunft.

### Entwicklung
| Jahr | Einwohner |
| ---- | --------- |
| 1950 | 060.266   |
| 1960 | 078.076   |
| 1970 | 110.495   |
| 1980 | 151.708   |
| 1990 | 198.375   |
| 2000 | 237.258   |
| 2010 | 267.820   |
| 2017 | 283.007   |

Quelle: UN

### Sprachen
Obwohl in Französisch-Polynesien zahlreiche verschiedene Sprachen gesprochen werden, ist Französisch die einzige Amtssprache des Gebietes. Ein Gesetz mit Verfassungsrang vom 12. April 1996 besagt, dass Französisch die offizielle Sprache ist, Tahitianisch und andere polynesische Sprachen regional verwendet werden können. Die französische Sprachpolitik ist wie in allen französischen Gebieten sehr rigide und zielt darauf ab, die Frankophonie zu fördern. Dies führt dazu, dass einheimische polynesische Sprachen einen schlechten sozialen Status von Seiten der Regierung erhalten und selbst von den Muttersprachlern immer weniger verwendet werden. Zahlreiche polynesische Sprachen sind daher vom Aussterben bedroht.
So sprechen gemäß der Volkszählung 2007 unter dem über 15-jährigen Teil der Bevölkerung inzwischen 68,5 % zuhause normalerweise Französisch und nur noch 29,9 % sprechen zuhause noch eine der polynesischen Sprachen, davon vier Fünftel Tahitianisch. 1 % sprechen zuhause eine der chinesischen Sprachen, davon die Hälfte Hakka, und 0,6 % eine andere Sprache.
Insgesamt können inzwischen sogar 94,7 % der über 15-Jährigen Französisch sprechen, lesen und schreiben, während nur 2 % keine Französischkenntnisse haben. Dagegen können nur noch 74,6 % eine der polynesischen Sprachen sprechen, schreiben und lesen, während mittlerweile 13,6 % keine Kenntnisse irgendeiner polynesischen Sprache mehr haben.

### Religion
Eine Mehrheit von 54 % der Bevölkerung gehören protestantischen Religionsgemeinschaften an, 30 % sind römisch-katholische Christen, 11 % bekennen sich zu anderen Konfessionen und Glaubensgemeinschaften. 6 % gehören keiner Religionsgemeinschaft an.

## Geschichte der Inselgruppen

### Gesellschaftsinseln
Die Gesellschaftsinseln wurden etwa um 200 v. Chr. von Tonga und Samoa aus besiedelt.
Die Aufzeichnungen über die Gesellschaftsinseln begannen, als Ferdinand Magellan 1521 den Tuamotu-Archipel entdeckte.
Zusammen mit den Marquesas bildeten sie das polynesische Kernland und damit das Sprungbrett zur Besiedlung von Hawaii, Neuseeland, den Gambierinseln und der Osterinsel.
Von der Geografie der Inseln mit ihren abgeschlossenen, sich zum Meer hin öffnenden Tälern begünstigt, bildeten sich alsbald neun unabhängige Stammesfürstentümer heraus. Dies führte zu einem streng stratifizierten Gesellschaftsmodell, die Gesellschaft war in mehrere getrennte soziale Ebenen gegliedert.
Im Wesentlichen gab es drei Kasten:
1. Der Adel, polynesisch ari’i oder ariki: Er stand an der Spitze der Gesellschaft und stellte die großen Landbesitzer. Ganz oben standen die ariki rahi (deutsch: „Große Ariki“), die Souveräne, die sich aus den alten Adelsfamilien rekrutierten. Auf Tahiti gab es deren acht, die jeweils einem Stamm vorstanden. Diese Familien stellten auch die höchsten Priester, in der Regel nachgeborene Söhne.
2. Die Freien, polynesisch raatira, das waren im Wesentlichen die Kleingrundbesitzer, Handwerker, Bootsbauer, Tätowierer und Künstler. Im Kriege waren sie die engsten Gefolgsleute der Ariki. Die Grenzen zwischen den Raatira und den untersten Stufen des Kleinadels waren fließend.
3. Die Hörigen, polynesisch manahune: Sie bestellten die Felder in Abhängigkeit von den Grundherren. Die Produkte mussten sie größtenteils abführen.

Das Herrschaftssystem Tahitis bezog sowohl Merkmale der mittelalterlich-europäischen Feudalgesellschaft als auch der Kastengesellschaft hinduistischer Prägung ein. Religiöse und weltliche Macht waren eng verzahnt und teilweise in denselben Personen vereint.
Eine besondere Rolle innerhalb der polynesischen Gesellschaft Tahitis nahm der Geheimbund der Arioi ein, der sowohl religiöse als auch machtpolitische Bedeutung hatte, letzteres durch Repräsentation und Prachtentfaltung zum Ruhm der Herrscherhäuser.
Zur Zeit der Kulturblüte vor der europäischen Entdeckung im 18. Jahrhundert hatte Tahiti vermutlich 35.000 Einwohner. Zur Ernährung der Bevölkerung war ein ausgeklügeltes System der Landnutzung angelegt worden, dessen kunstvoll be- und entwässerte Anbauterrassen für Taro stellenweise heute noch archäologisch nachweisbar sind. Weitere bedeutende Kulturpflanzen waren die Brotfrucht, die Kokospalme und die Tahitikastanie (Inocarpus fagifer aus der Familie der Fabaceae).
Im Gegensatz zu seiner heutigen Bedeutung war Tahiti vor der europäischen Okkupation nicht das politische und religiöse Zentrum der Gesellschaftsinseln. Raiatea wurde bald das geistige und religiöse Zentrum der Gesellschaftsinseln. Sehr anschaulich beschreibt das Jacques Antoine Moerenhout (1796–1879, Kaufmann, Ethnologe und Konsul von Frankreich für Tahiti):

„Die drei Inseln Raiatea, Tahaa und Bora Bora dominierten sogar Tahiti, das gilt insbesondere für Raiatea, das sich zum eigentlichen Sitz der polynesischen Theokratie entwickelte. Dort lebte der Großmeister der zwölf Logen der Arioi, von dort kamen die Orakel und Prophezeiungen, von denen in den Annalen berichtet wird, und auch die Tabus und religiösen Riten, die in allen Regionen Polynesiens Gültigkeit hatten.
Die wichtigste religiöse Stätte Raiateas, ja der gesamten Gesellschaftsinseln, war der Marae Taputapuatea im Opoa-Tal an der Ostküste. Sie war zunächst dem Kult von Ta’aroa (oder Tangaloa, Tangaroa), dem Gott des Meeres und der Fischerei, geweiht. Das Zeremoniell um Ta’aroa war sehr komplex und umfasste auch – zunächst nur wenige – Menschenopfer. Etwa ab dem 15. Jahrhundert nahm Oro, der Kriegsgott, die Stelle von Ta’aroa ein und forderte verstärkt Menschenopfer. Der Kult strahlte auf die benachbarten Inseln, insbesondere auf Tahiti aus. Dies verhinderte jedoch nicht ständige Kriegshandlungen der Stämme untereinander, die auch zur Beschaffung der Menschenopfer dienten und in zahlreichen, heute noch rezitierten Gesängen verherrlicht werden.“

Das Opoa-Tal gilt als die Geburtsstätte von Oro, so dass die Bedeutung des Marae Taputapuatea mit dem Aufkommen des Geheimbundes der Arioi im 17. Jahrhundert noch zunahm.
Mit der Bedeutung von Taputapuatea wuchs auch der Einfluss der aus Opoa stammenden Tamatoa-Dynastie, die schließlich die anderen Stammesfürstentümer dominierte.
Die Machtverhältnisse der Gesellschaftsinseln waren bis zum Eingreifen der Europäer weitgehend ausgeglichen, auf Tahiti gelang es zunächst keinem Stamm die Oberherrschaft zu erringen.
In den abgeschlossenen Tälern Mooreas bildeten sich neun Stammesfürstentümer heraus, die sich wiederum in einzelne Clans untergliederten. Die stratifizierte Gesellschaft war gekennzeichnet von einer hierarchischen Führung, deren Elite sowohl die politische als auch die religiöse Macht auf sich vereinigte. Die führenden Familien Mooreas blieben durch Heirat und Verwandtschaft seit Jahrhunderten mit denen der Nachbarinsel Tahiti verbunden. Diese Verbindungen führten zu bedeutenden Allianzen, waren zu anderen Zeiten aber auch Quelle blutiger Auseinandersetzungen.
Die intensive, bis heute andauernde Erforschung des Opunohu-Tales, beginnend mit Kenneth P. Emory (1897–1992) in den 1920er Jahren und fortgesetzt in den 1960er Jahren von dem Archäologen Roger C. Green von der Universität Auckland, ermöglicht ein beispielhaftes Bild von der Entwicklung der Gesellschaft Mooreas. Die Interaktion zwischen zunehmender Bevölkerungsdichte und der Modifizierung der Umwelt durch den Menschen führte zu deutlichen Veränderungen in der Gesellschaftsform.
Die sog. Pre-Atiro’o-Phase, vor 1000 n. Chr., ist gekennzeichnet durch umfangreiche Rodungen und die Kultivierung der talwärts gelegenen Hänge, die zum Ende der Periode bereits Erosion und die Bildung von Alluvialböden zur Folge hatten. Die Gesellschaft war noch nicht stratifiziert, sondern relativ homogen.
In der Atiro’o-Periode (1000 bis 1650 n. Chr.) wurden künstliche Anbauterrassen an den Hängen und einfache Steinbauten, beispielsweise der Marae Tapauruuru, errichtet. Überreste von rechteckigen Häusern (fare haupape) und solchen mit länglich-ovalem Grundriss (fare pote’e), die der Machtelite vorbehalten waren, deuten auf eine streng stratifizierte, hierarchische Gesellschaftsform hin.
Die nachfolgende Marama-Periode (1650 bis 1788 n. Chr.) ist gekennzeichnet von der Eroberung des Opunohu-Tales durch die Häuptlinge (ariki) des ursprünglich an der Küste ansässigen Marama-Stammes, denen es gelang, alle anderen Clans des Tales unter ihrer Oberherrschaft zu vereinigen. Neben einer weiteren Zunahme der Bevölkerung ist in dieser Phase auch eine rege Bautätigkeit repräsentativer Kultbauten – große Marae in der Art einer Stufenpyramide – zu beobachten. Gegen Ende dieser Periode wurde das Opunohu-Tal eine Zuflucht für Ariki, die sich der europäischen Einflussnahme widersetzten.
Der Erste, der die Insel Maupiti für Europa entdeckte, war der Niederländer Jakob Roggeveen im Jahre 1722.
Es ist nicht abschließend geklärt, welcher Europäer als „Entdecker“ Tahitis gelten kann. Der Portugiese Pedro Fernández de Quirós sichtete am 10. Februar 1606 eine bewohnte Insel, die er Sagittaria nannte und bei der es sich um Tahiti gehandelt haben könnte. Eine Bestätigung dafür gibt es jedoch nicht. So gilt heute der Engländer Samuel Wallis als erster Europäer, der am 21. Juni 1767 Tahiti betrat. Auch die Insel Moorea betrat er in der Zeit und nannte sie York Island. Reste des Entdeckerdorfes des Atolls Scilly existieren immer noch auf dem nördlichen Teil der Insel. Auch das Atoll Maupihaa mit den benachbarten Atollen Motu One und Manuae wurden von ihm zu dieser Zeit entdeckt. In manchen Quellen wird Motu One auch Bellingshausen oder Bellinghausen genannt. Dieser Name geht auf Otto von Kotzebue zurück, der das Atoll nach dem deutschbaltischen Entdecker Fabian Gottlieb von Bellingshausen taufte.
Samuel Wallis benannte die Hauptinsel, das heutige Tahiti, nach dem Auftraggeber und Sponsor seiner Weltumsegelung. Fortan hieß die Insel King George Island. Bereits im folgenden Jahr, am 6. April 1768, landete der Franzose Louis Antoine de Bougainville, blieb neun Tage und bezeichnete Tahiti euphorisch als „La Nouvelle Cythère“ (das neue Kythera; gemeint ist die Liebesinsel der Aphrodite).
Im Bewusstsein der Europäer sind besonders die Besuche von James Cook geblieben. Auf seiner ersten Reise ankerte er am 13. April 1769 mit seinem Schiff Endeavour in der Matavai Bucht, ca. 10 km nördlich des heutigen Papeete. Er hatte den Auftrag den Venustransit zu beobachten und errichtete zu diesem Zweck ein Observatorium. Heute befindet sich an dieser Stelle der Leuchtturm Pointe Vénus. Raiatea entdeckte er am 20. Juli 1769. Von Tahiti kommend fuhr er mit der Endeavour durch die den Polynesiern heilige Riffpassage Avamo'a, ankerte in der Bucht von Opoa und ging in der Nähe des Marae Taputapuatea an Land. Er hisste den „Union Jack“ und nahm die Insel in einer kurzen Zeremonie für die englische Krone in Besitz.
Mit Cook reiste der Botaniker Joseph Banks, der während des dreimonatigen Aufenthaltes umfangreiche botanische Studien durchführte. Seine dabei gewonnenen Erkenntnisse führten später zur Fahrt der Bounty von 1787 nach Tahiti, mit der die britische Admiralität William Bligh beauftragte. Die Bounty sollte von Tahiti Pflanzen des Brotfruchtbaums mitbringen, dessen Früchte sich in Banks’ Augen als billiges Nahrungsmittel für Plantagensklaven empfahlen.
Zur Erweiterung des spanischen Einflussbereiches befahl König Karl III. Expeditionen in den Südpazifik. Der Gouverneur von Chile und Vizekönig von Peru Manuel d’Amat i de Junyent ankerte 1772 vor den Gesellschaftsinseln mit der spanischen Fregatte El Águila in der Baie de Tautira. Er nannte die Insel nach seinem Auftraggeber Isla de Amat. Auch Raiatea erreichte er, nannte die Insel Princess und nahm sie für Spanien in Besitz.
Am 17. August 1773 kehrte James Cook nach Tahiti zurück. Mit ihm reisten die beiden naturwissenschaftlich gebildeten Deutschen Johann Reinhold Forster und Georg Forster. Die Berichte der frühen Entdecker bestimmten lange Zeit (und teilweise heute noch) das Bild der Europäer von der Südsee.
Genauer kartiert wurde der Archipel 1777 von James Cook auf seiner dritten Südseereise, der ihm schon auf seiner ersten Reise 1769 den Namen „Society Isles“ gegeben hatte, „weil sie benachbart beieinander liegen“. Dieser Name bildet die Grundlage für die deutschsprachige Bezeichnung Gesellschaftsinseln, ebenso wie für den französischen Namen Îles de la Société.
James Cook ankerte mit den Schiffen Resolution und Discovery jedoch nicht in der nach ihm benannten Cook’s Bay, sondern in der benachbarten Baye d’Opunohu. Wegen eines kleinen Diebstahls kam es zum Konflikt mit den Einwohnern, bei dem Cooks Seesoldaten zur Vergeltung einige Kanus und Häuser zerstörten. Die europäischen Schiffe steuerten in der Regel die Matavai-Bucht an. Die Bucht – Wallis nannte sie vorausschauend Royal Bay – gehörte zum Stammesfürstentum Pare, dessen Ariki war Pomaré I. Er wurde daher von den Europäern als „König“ der gesamten Insel betrachtet, obwohl er nur einer von acht unabhängigen Stammesfürsten war. Da es für die europäischen Besucher zudem nützlich war, nur einen Ansprechpartner zu haben, unterstützten sie die Pomaré-Dynastie in ihren Stammesrivalitäten auch militärisch, so dass Pomaré I. um 1780 die gesamte Insel seiner Herrschaft unterwerfen konnte. Pomarés Eroberungskriege und die von den Europäern eingeschleppten Krankheiten führten zu einem dramatischen Bevölkerungsrückgang.
Am 6. April 1768 erreichte der französische Entdecker Louis Antoine de Bougainville Tahiti, nahm die Gesellschaftsinseln für Frankreich in Besitz und begründete damit das heutige Französisch-Polynesien.
Missionare schätzten 1804 die Bevölkerungszahl Tahitis nur noch auf 6.000 Menschen.
Im Jahr 1796 beschloss die „London Missionary Society“ das Schiff Duff unter dem Kommando von Kapitän James Wilson auszurüsten, um Missionare nach Tahiti, Tonga, den Marquesas, Hawaiʻi und Palau zu entsenden. An Bord befanden sich 30 Missionare, davon vier ordinierte Geistliche. Ein acht Jahre später zur Zentrale der Society entsandter Bericht beschreibt die Erfolge der „Zivilisierung“ und der Missionierung der Einheimischen Tahitis aber als eher gering.
Zwischenzeitlich hatten sich auch desertierte Matrosen, Walfänger, Händler und Abenteurer auf der Insel angesiedelt, die Alkohol und Feuerwaffen an die Bewohner verkauften. Die traditionellen Stammeskriege bekamen dadurch eine neue und besonders verhängnisvolle Dimension, was zu einem weiteren Bevölkerungsrückgang führte.
Pomaré II. setzte ab 1803 die Kriege zur Festigung seiner Herrschaft fort, wurde jedoch 1808 geschlagen und flüchtete nach Moorea. Als Folge musste die Missionsstation aufgegeben werden. 1811 kehrte Pomaré II. nach Tahiti zurück – und mit ihm die Missionare. Er ließ sich 1812 taufen und in den Folgejahren traten weitere führende Ariki zum Christentum über.
Mit Unterstützung der Europäer konnte sich König Pomaré II. von Tahiti zum Souverän des gesamten Archipels erklären. Am 12. November 1815 wurden die Widersacher Pomarés, die Anhänger des alten Glaubens, in der Schlacht bei Feipi entscheidend geschlagen.
1819 führte er einen von den Missionaren verfassten Strafkatalog ein, der für alle Praktiken, die im Gegensatz zur christlichen Lehre standen, drastische Strafen vorsah. So war zum Beispiel für „Blasphemie, Idolatrie und Rückkehr zur Götzendienerei“ die Todesstrafe und für „Unzucht (d. h. außereheliche geschlechtliche Beziehungen), begangen, verhehlt oder den Missionaren verborgen“, mehrjährige Zwangsarbeit vorgesehen.
1828 wurde der Marae Taputapuatea zerstört. 1831 konnte die Sekte der Mamaia, Nachfolger der inzwischen verbotenen Arioi, noch einmal die Missionare von Raiatea vertreiben. 1832 unterlagen die Mamaia endgültig und wurden verbannt. Die Missionare kehrten zurück und Frankreich versuchte zunehmend Einfluss zu gewinnen.
Auf den Gambierinseln hatte sich die französische katholische Mission unter dem Orden „Pères et religieuses des Sacrés-Cœurs de Picpus“ (kurz: Picpusiens) etabliert. Sie beobachteten die protestantische Mission auf Tahiti mit Argwohn und Besorgnis. 1836 landeten die französischen Missionare Honoré Laval und François d’Assise Caret auf Tahiti, um den katholischen Glauben zu predigen. Da sie nicht ohne Erfolg waren, verfügte der Missionar und amtierende britische Konsul George Pritchard ihre Ausweisung. Diese Maßnahme führte zur Entsendung zweier französischer Kriegsschiffe.
Am 15. November 1836 betrat Charles Darwin während seiner Weltreise von 1831 bis 1836 Tahiti. Die Beagle ankerte in der Mataiva-Bucht.
Am 10. September 1839 erreichte Charles Wilkes im Rahmen der United States Exploring Expedition Tahiti. Er baute seine tragbaren Observatorien, im Gedenken an James Cook, am Pointe Vénus auf. Die ihn begleitenden Wissenschaftler führten insbesondere anthropologische, ethnologische und botanische Studien durch. Einen interessanten Hinweis auf das Verhältnis der Bevölkerung zum Christentum gibt uns das Tagebuch des 1. Offiziers William Reynolds:

„Der einzige Hinweis auf Religion, den ich bei den Eingeborenen entdecken konnte, war die Beachtung äußerlicher Formen und die Furcht vor den Missionaren.“

Die Insel Moorea blieb unter dem Einfluss Tahitis.
1842 erfolgte eine erneute französische Intervention, deren Kommandeur Abel Aubert Du Petit-Thouars am 9. September 1842 das vorläufige französische Protektorat verkündete. Die Clans Raiateas setzten den Annexionsbestrebungen heftigen Widerstand entgegen. Es gelang jedoch den christlichen Missionaren, zunehmend Einfluss zu gewinnen, was zu Religionskriegen zwischen den Anhängern des traditionellen und des christlichen Glaubens führte.
Aubert Du Petit-Thouars nutzte geschickt die vorübergehende Abwesenheit des britischen Konsuls Pritchard. Im November 1843 wurde das Protektorat durch Abmachungen zwischen dem Franzosen und Königin Pomaré Vahine IV. vertraglich bestätigt und 1844 auch von Frankreich formell anerkannt. Da Tahiti englandfreundlich und eher den protestantischen Missionaren verbunden war, ließ sie sich in dieser unklaren Situation 1844 nach Raiatea bringen und regierte bis 1847 von dort aus.
Wegen des Verdachtes der Beteiligung an einer Meuterei auf dem australischen Walfänger Lucy Ann war der Schriftsteller Herman Melville 1842 in Papeete inhaftiert. Ihm gelang aber die Flucht aus dem Gefängnis. Später verarbeitete er diese Erlebnisse in dem Roman Omoo.
König Pomaré V. dankte am 29. Juni 1880 ab. Als Folge fiel der gesamte Archipel im März 1888 als Kolonie an Frankreich. Auf Raiatea kam es jedoch weiterhin zu Aufständen. Der Stammeshäuptling Teraupo verschanzte sich im Avera-Tal an der Ostküste und widerstand der französischen Intervention. Pomaré V. war der letzte König von Tahiti, er starb 1891 an den Folgen seiner Trunksucht. Erst 1897 kam Teraupo in Gefangenschaft.
Von 1891 bis 1893 lebte der Maler Paul Gauguin auf Tahiti. In dieser Zeit entstanden zahlreiche Gemälde, die das Bild vom „Paradies Südsee“ in Europa weiter festigten. 1895 kehrte er nach Tahiti zurück. Er legte sich mit der Kolonialverwaltung und den Missionaren an und musste 1901 nach Atuona auf der Insel Hiva Oa übersiedeln, wo er 1903 starb.
1904 vermachte die königliche Familie von Tahiti die Insel Tetiaroa dem Zahnarzt Johnston Walter Williams. Bis 1965 wechselte die Privatinsel einige Mal den Besitzer. Nach Abschluss der Dreharbeiten zum Spielfilm Meuterei auf der Bounty, pachtete Marlon Brando die Insel Tetiaroa von ihrem Eigentümer für 99 Jahre.
Kurz nach Ausbruch des Ersten Weltkrieges ankerten die deutschen Panzerkreuzer Scharnhorst und Gneisenau vor Papeete, um Kohle aufzunehmen. Als ihnen das verweigert wurde und der französische Kommandant mit einer Küstenbatterie das Feuer eröffnen ließ, beschoss die Schiffsartillerie Papeete und zerstörte dabei einige Häuser. Während des Krieges lief auch der legendäre „Seeteufel“ Felix Graf von Luckner mit seinem Hilfskreuzer Seeadler mehrere Male Tahiti an. Eine Kanone des Schiffes steht heute in einem kleinen Park vor dem Postgebäude von Papeete.
Im Zweiten Weltkrieg wurde die Insel Bora Bora nach dem Angriff auf Pearl Harbor am 7. Dezember 1941 eine wichtige Versorgungsbasis der Vereinigten Staaten im Südpazifik. Das US-amerikanische Militär errichtete ein Tanklager, eine Landebahn und eine Basis für Wasserflugzeuge. Mehrere strategisch wichtige Bereiche sicherte man mit Küstenbatterien und Flugabwehrkanonen. Die verrosteten Kanonen kann man zum Teil heute noch sehen. Die US-amerikanische Basis wurde während des Krieges jedoch nicht angegriffen und 1946 aufgegeben.
In den Jahren 1966 bis 1996 führte Frankreich mehrmals Kernwaffentests auf dem Mururoa-Atoll durch und richtete in den umliegenden Gewässern irreparable Schäden an. Heute noch wird den Touristen zu Jodtabletten geraten, da der verzehrte Fisch immer noch mit einem gesundheitsschädlichen Ausmaß an Radioaktivität belastet sein kann.
Am 23. Oktober 1987 kam es in einigen Vororten von Papeete, ausgelöst durch einen Streik der Hafenarbeiter, zu Ausschreitungen, als sich arbeitslose Jugendliche wegen ihrer Perspektivlosigkeit und schlechter Bildungs- und Berufschancen gegen die französische Administration auflehnten. Eigens eingeflogene Kräfte der Gendarmerie nationale beendeten die Unruhen aber schnell.
Die „Compagnie Française de Tahiti“, die Besitzerin des Atolls Scilly, pflanzte um 1920 circa 57.000 Kokosnussbäume an. Es wurden bis zu 70 Tonnen Kopra pro Jahr hergestellt. Die Plantage existiert nicht mehr. Das Atoll Scilly ist heutzutage nicht ganzjährig bewohnt, aber es wird regelmäßig von Fischern von Raiatea besucht. Die Lagune ist 1992 zum Naturschutzgebiet erklärt worden.

### Tuamotu-Inseln
Die Frühgeschichte der Tuamotu-Inseln liegt weitgehend im Dunkeln. Ethnologische Befunde lassen den Schluss zu, dass vermutlich recht früh, etwa um 700 n. Chr., eine Besiedlung von Westen, von den Gesellschaftsinseln erfolgte. Auf den Inseln Rangiroa, Manihi und Mataiva gibt es aus Korallenblöcken errichtete, flache Zeremonialplattformen (polynesisch: Marae), deren genaues Alter allerdings unbekannt ist.

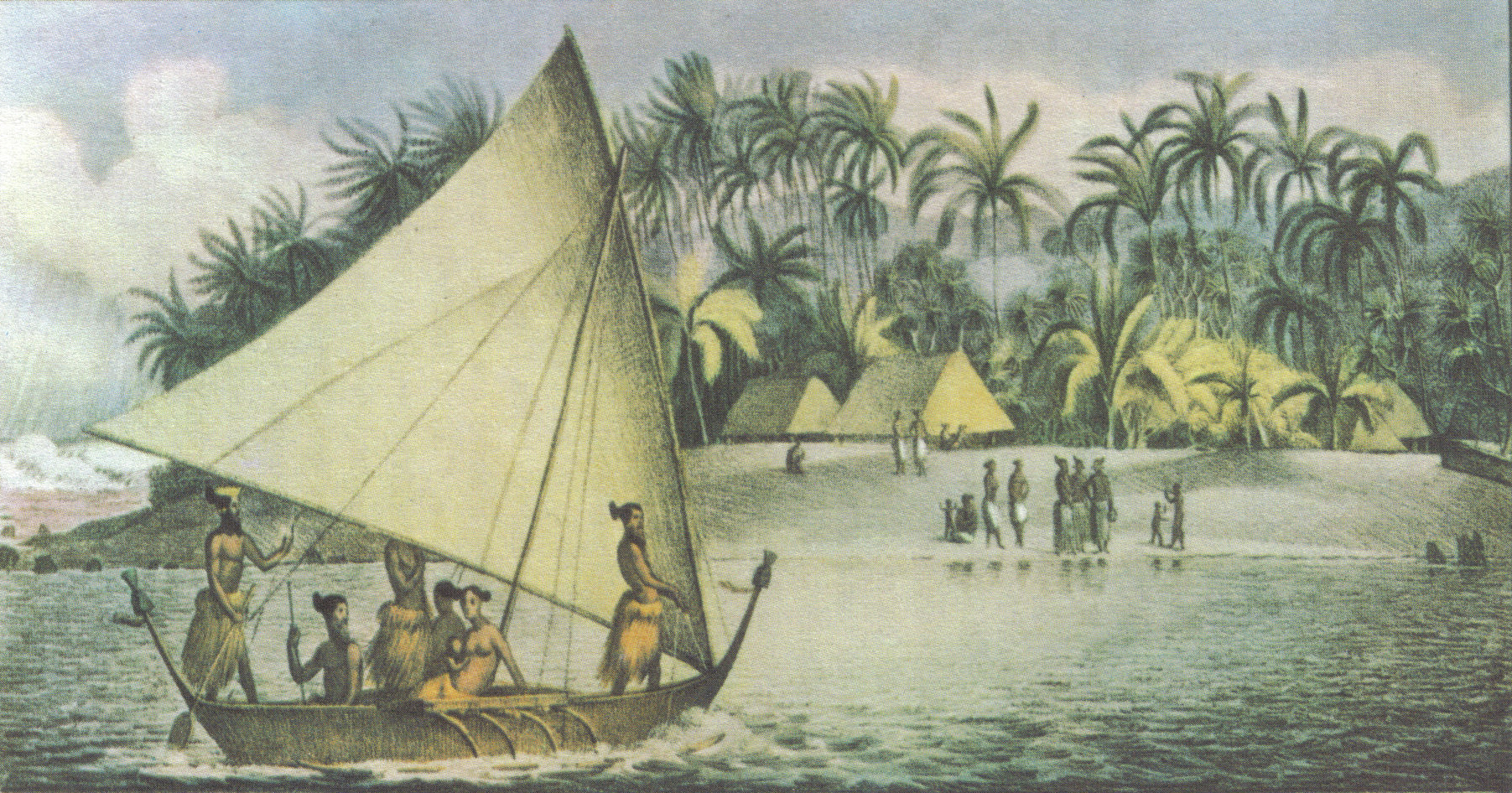
Die Rurik-Expedition entdeckt die Krusensterninseln (heute Tikehau), Frühjahr 1816 (gezeichnet von Ludwig Choris)

Für Europa wurden die Tuamotus 1521 von Ferdinand Magellan während seiner berühmten Weltumseglung entdeckt, als er Puka Puka und möglicherweise auch Fakahina und Angatau besuchte. Danach folgten 1606 der Spanier Pedro Fernández de Quirós, 1616 die Holländer Willem Cornelisz Schouten, Jakob Le Maire und 1722 Jakob Roggeveen, der Entdecker der Osterinsel, 1765 John Byron und 1767 Samuel Wallis. Anfang April 1769 passierte James Cook mit seinem Schiff Endeavour einige Inseln des Tuamotu-Archipels, doch obwohl er feststellte, dass sie bewohnt waren, ging Cook nicht vor Anker, sondern segelte weiter nach Tahiti zur Beobachtung des Venustransits. Es folgten 1768 der Franzose Louis Antoine de Bougainville sowie 1815 der in Diensten der russischen Zaren stehende Deutsche Otto von Kotzebue. Diese Entdeckungen hatten zunächst politisch keine Folgen. Die Inseln gehörten weiterhin zum Einflussbereich der Königsdynastie Pomare von Tahiti.
Zu Beginn des 18. Jahrhunderts erschienen die ersten Missionare. Als Folge drang auch die Kunde vom Perlenreichtum der Inseln nach Europa und machte sie zu einem begehrten Ziel der Kolonisation europäischer Imperien.
Nachdem bereits Königin Pomare Vahine IV. von Tahiti den Drohungen des aus Frankreich entsandten Admirals Dupetit-Thouars nachgeben und das französische Protektorat über ihren Herrschaftsbereich anerkennen musste, verzichtete ihr Sohn und Nachfolger Arijane, der als Pomare V. nur noch eine Scheinregierung führte, 1880 auf jeglichen Thronanspruch. Als Folge wurden die Tuamotu-Inseln von Frankreich annektiert.
In die Schlagzeilen der Weltpresse gerieten die Tuamotus, als 1947 Thor Heyerdahl mit seinem Floß Kon-Tiki von Südamerika kommend das Atoll Raroia erreichte.
Im September 1995 löste Frankreich mit der Wiederaufnahme der Atomtests auf Fangataufa und dem Mururoa-Atoll nach einem dreijährigen Stopp eine weltweite Protestwelle aus. Die Tests wurden im Januar 1996 abgebrochen. Bis heute vertritt die französische Regierung die Auffassung, dass die Atomtests Umwelt und Menschen nicht radioaktiv verseucht hätten. Offizielle Angaben über die Verstrahlung sowie über Schäden an Menschen existieren nicht.

### Marquesas-Inseln

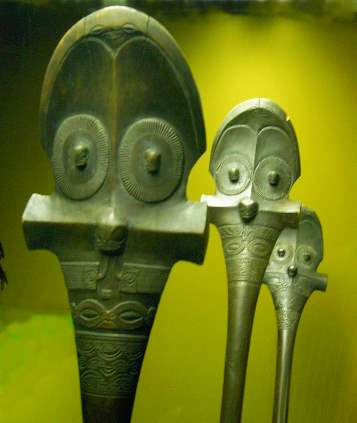
Schnitzkunst der Marquesas (U’u-Kriegskeulen)

Funde von später Lapita-Keramik (Plainware) auf Nuku Hiva durch den Anthropologen Harry Lionel Shapiro von American Museum of Natural History bei Ausgrabungen 1956 beweisen eine verhältnismäßig frühe Kolonisierung der Marquesas durch Protopolynesier, wobei der genaue Zeitpunkt umstritten ist. Der amerikanische Archäologe Robert Suggs geht von einer Initialbesiedlung zwischen 100 v. Chr. bis 150 n. Chr. aus, neuere Veröffentlichungen nehmen jedoch eine Erstbesiedlung nicht vor 300 n. Chr. an. Die polynesische Kolonisierung der Marquesas erfolgte von Westen, vermutlich von Samoa oder Tonga, im Rahmen der Polynesischen Expansion. Neuere Erkenntnisse stützen allerdings eher die Multibesiedelungsthese in Form mehrerer Siedlungswellen. Von den Marquesas ging später die Besiedlung Hawaiis, Neuseelands, der Gesellschaftsinseln und der Osterinsel aus.
Fußend auf den Forschungen von Suggs teilt man die Inselgeschichte bis zur europäischen Entdeckung in vier Zeitabschnitte ein:
1. Siedlungsperiode (vom Beginn der Besiedlung bis ca. 600 n. Chr.)
2. Entwicklungsperiode (von 600 bis 1200 n. Chr.)
3. Expansion (von 1200 bis 1600 n. Chr.)
4. Klassische Zeit (von 1600 bis zur Einflussnahme der Europäer im späten 18. Jahrhundert).

Im frühesten, der Initialbesiedlung folgenden Zeitabschnitt ließen sich die Menschen in kleinen, kompakten Siedlungen oder unter Felsüberhängen im unmittelbaren Küstenbereich nieder. Ihre Hauptnahrungsquelle war die Küstenfischerei, wie Funde zahlreicher Angelhaken aus Muschelschalen beweisen.
Dieser Besiedlungsphase schloss sich eine Periode der kulturellen Entwicklung und Stabilisierung an. Ab der Mitte des 1. Jahrtausends n. Chr. gewann der Ackerbau (Taro, Yams) und die Nutzung kultivierter, fruchttragender Bäume (Brotfrucht, Kokosnuss) zunehmend an Bedeutung. Die Technik der Tiefseefischerei wurde, wie aus der Fortentwicklung der Angelhaken ersichtlich ist, verfeinert, wahrscheinlich hielt man auch Schweine und Hunde als Nahrungstiere. Fortschritte im Kanubau ermöglichten einen umfangreichen Warenaustausch mit anderen Inseln. Belegt sind Fahrten nach Rarotonga – immerhin 2500 Kilometer entfernt – um die leuchtendroten, sehr begehrten Kura-Federn (von einer Unterart des Kaka (Nestor meridionalis)) für den Häuptlingsschmuck einzuhandeln. Gegen Ende dieser Periode gab es eine auffallende Änderung im Nahrungsangebot. Archäologische Untersuchungen von Abfallhaufen zeigten eine drastische Abnahme der Überreste wildlebender Tiere (Land- und Seevögel, Schildkröten und Meeressäuger). Lokal gab es einen deutlichen Anstieg in der Bevölkerungsdichte, verbunden mit einem Raubbau an der umgebenden Natur und der Ausrottung einzelner Spezies.
Das weitere Bevölkerungswachstum und der Niedergang der natürlichen Nahrungsquellen machte ab dem 2. Jahrtausend n. Chr. die Expansion und die Entwicklung neuer Agrartechniken notwendig. Die Siedlungen entfernten sich von der Küste und wuchsen die steilen Täler hinauf. Anbauterrassen für den Taro mit ausgeklügelten Bewässerungssystemen wurden angelegt. Gelegentliche Trockenperioden und Naturkatastrophen, die den Ertrag minderten, wurden mittels aufwendig angelegter, riesiger Vorratsgruben für den fermentierten Brei aus der Brotfrucht (ma) überbrückt. Eine dieser Vorratsgruben im Taipivai-Tal auf Nuku Hiva hatte ein Fassungsvermögen von 216 m³. In den durch steile Felsrücken getrennten, tief eingeschnittenen Tälern entwickelten sich unabhängige Stammesfürstentümer mit einer stratifizierten Gesellschaftsordnung. An der Spitze standen die Stammeshäuptlinge, die ihre Genealogie auf die vergöttlichten, mythischen Vorfahren zurückführen konnten und vom Adel und der Priesterschaft gestützt wurden. Sie waren Inhaber aller Ressourcen und sicherten die komplizierte Gesellschaftsstruktur durch ein ausgeklügeltes System von Abhängigkeiten, Rechten und Tapus (Verbote, Unantastbarkeiten), die jedem Individuum zwar ein gewisses Mitsprache- und Mitgestaltungsrecht einräumten, aber die Einflussmöglichkeiten sorgsam nach Alter, Geschlecht und sozialer Stufe unterschieden.

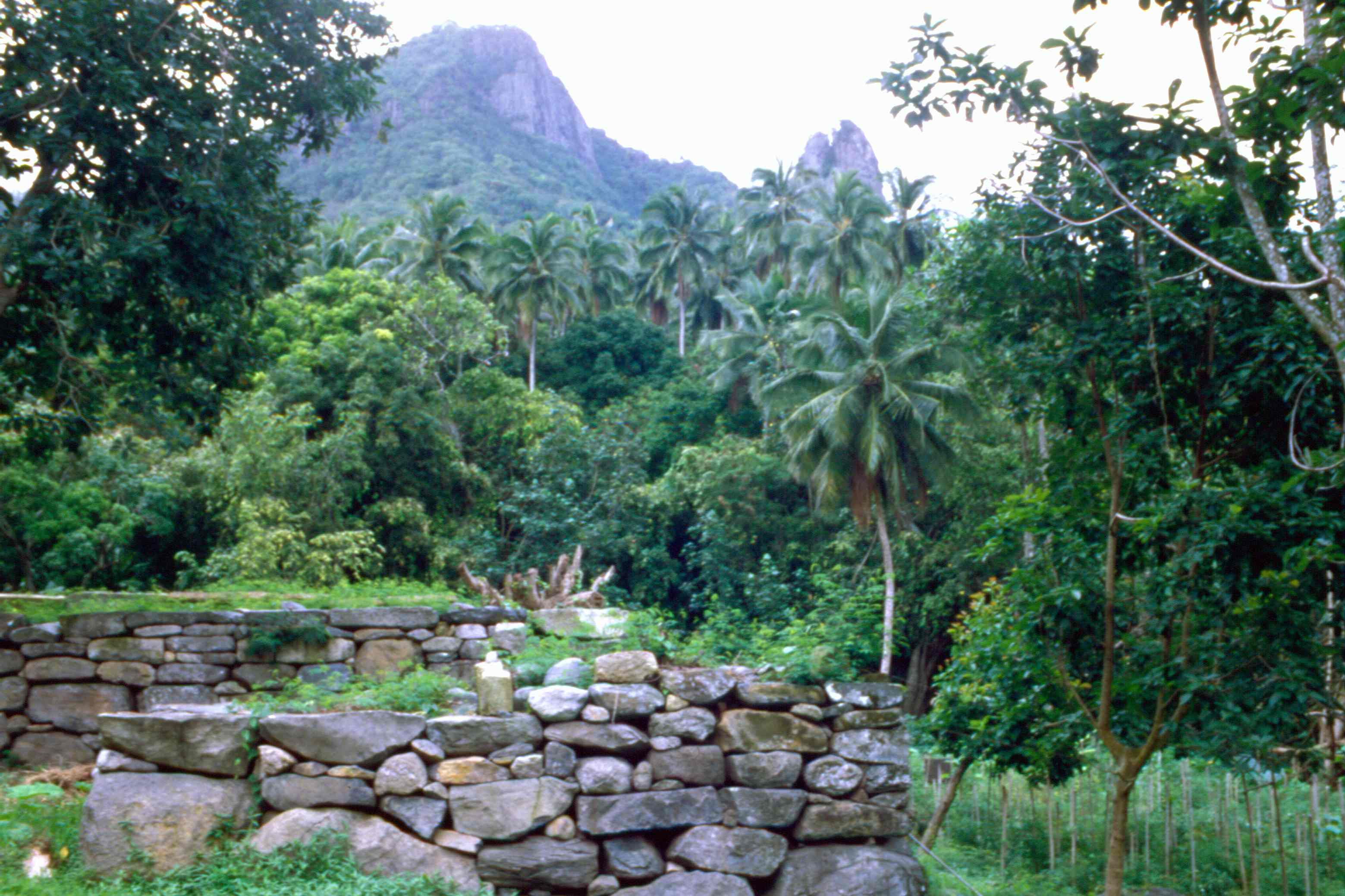
Überreste eines tohua auf der Insel Ua Pou

Zentrum der Siedlung war der tohua, ein ausgedehnter Platz für Feste, Tänze und Zeremonien, um den sich zahlreiche steinerne Plattformen kumulierten. Darauf befanden sich die aus vergänglichen Materialien errichteten Häuser – z. B.: Tempel, die Häuptlingsresidenz, Wohnhäuser für den Adel und die Priesterschaft, Versammlungshallen, ein Tätowierhaus, ein Haus für die Krieger u. a. – die heute nicht mehr erhalten sind. Bergfestungen aus einem sinnreich konstruierten System von Gräben, Palisaden und Plattformen überzogen die schwer zugänglichen Bergrücken und belegen eine kriegerische Gesellschaft mit häufigen, ritualisierten Stammeskriegen.

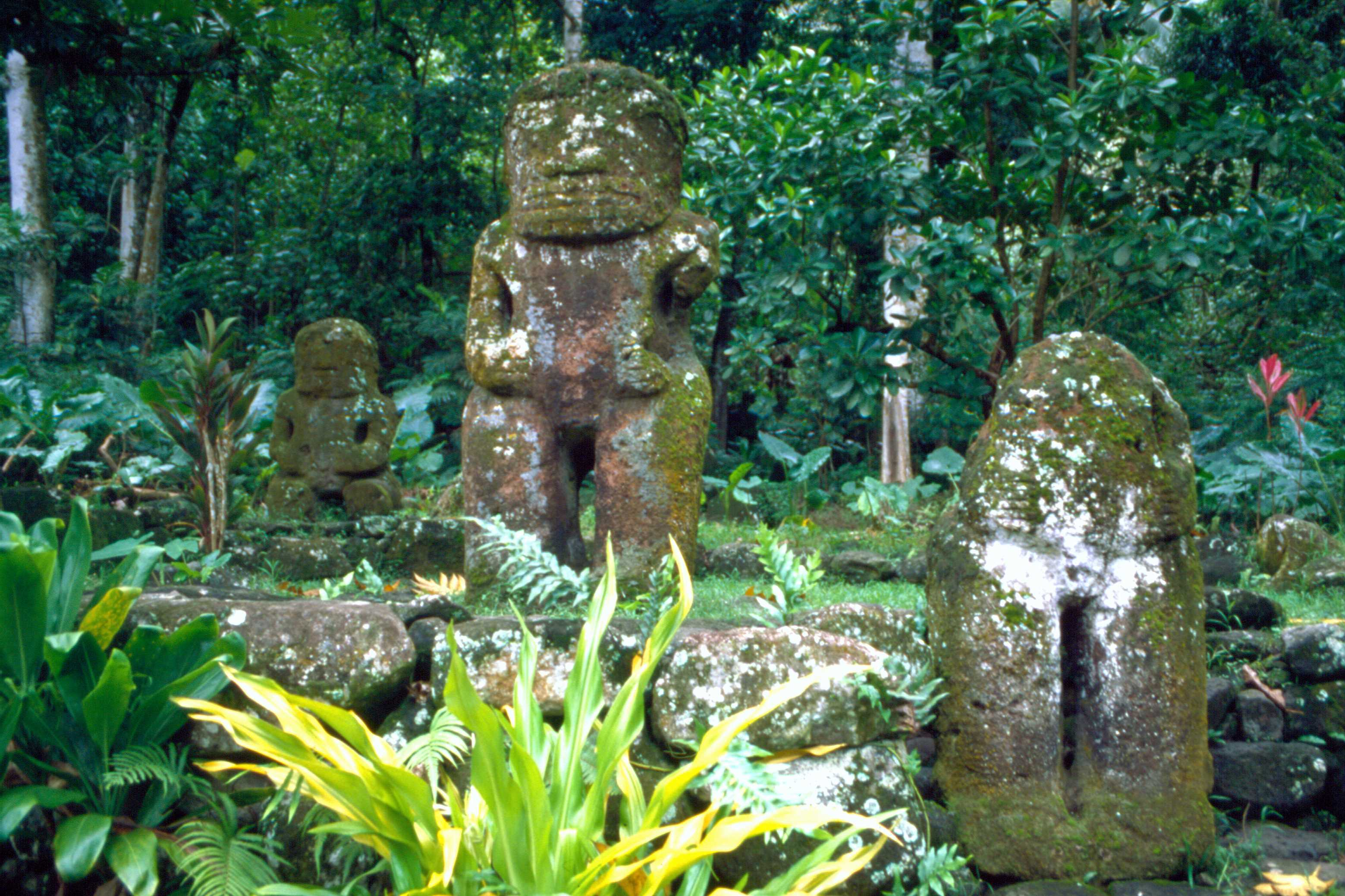
Steinstatuen der Marquesas (Ua Pou)

In der klassischen Periode, etwa ab dem 17. Jahrhundert, wuchsen die Siedlungen weiter die Täler hinauf, die Strände jedoch wurden gemieden, der Archäologe Suggs vermutet, um sich zunehmender Angriffe von See her zu entziehen. Die Architektur strebte einem Höhepunkt entgegen. Man errichtete riesige, mehrstufige Tempelplattformen (me’ae) mit kolossalen, anthropomorphen Steinfiguren. Hausplattformen (paepae) wurden nun in megalithischer Steinsetzung gebaut. Das Kunstschaffen verlagerte sich auf Experten (tohunga), die die Kultur zu einer neuen Blüte führten und begnadete Tattoo-Künstler, Holz- und Knochenschnitzer, Steinbildhauer und Kanubauer hervorbrachten. Deren Erzeugnisse sind heute über die Völkerkundemuseen der ganzen Welt verstreut. Auf den Marquesas selbst ist nur wenig davon verblieben.
Zu den Schattenseiten gehörte der zunehmende Einfluss der Kriegerkaste (toa), was zur Intensivierung der Konflikte führte. Es bildete sich der elitäre Kriegerorden der Kaioi, etwa vergleichbar mit den Arioi auf Tahiti, jedoch aggressiver in der Ausprägung.
Diese Periode reichen kulturellen Wachstums endete, als die Europäer – insbesondere die Missionare – ab der Mitte des 18. Jahrhunderts zunehmend Einfluss ausübten.
Für Europa entdeckt wurden die Marquesas vom Spanier Alvaro Mendana de Neira. Er fuhr mit vier Schiffen von Peru zu den Salomonen, um dort einen spanischen Stützpunkt zu errichten. Zunächst sichtete er die Insel Tahuata und benannte die Inselgruppe nach Marques de Mendoza, dem damaligen Vizekönig von Peru: „Las Islas Marquesas Don García Hurtado de Mendoza y Canete“, verkürzt „Marquesas“. Am 21. Juli 1595 landete er auf Fatu Hiva. Nach einer freundlichen Begrüßung und dem Austausch von Geschenken begingen die Inselbewohner einige kleinere Diebstähle. Bei dem anschließenden Gefecht wurden 8 Einheimische, darunter ein ehrwürdiger, alter Häuptling, getötet. Vom 27. Juli bis 5. August 1595 hielt sich Mendana auf der Insel Hiva Oa auf. Auch dort kam es zu Konflikten und der Plan einer Eroberung und Besiedlung scheiterte am heftigen Widerstand der Insulaner. Fernandes de Quiros, einer der Kapitäne, schreibt, bei diesen Auseinandersetzungen seien insgesamt 200 Einheimische getötet worden.
Wegen der ungenauen Positionsangabe und einer Interessenverlagerung der Spanier vom Pazifik weg, gerieten die Inseln bald in Vergessenheit. Erst fast zweihundert Jahre später wurden sie von James Cook wiederentdeckt, der sich während seiner zweiten Südseeexpedition vom 7. bis 11. April 1774 auf den Marquesas aufhielt.
1791 entdeckte der Amerikaner Joseph Ingraham, der mit seiner Handelsbrigg Hope von Boston in die Südsee segelte, die Nordwestgruppe der Marquesas mit der größten Insel Eiao, die er nach dem amerikanischen Präsidenten „Washington Island“ nannte.
Leutnant Richard Hergest von der Daedalus, dem Versorgungsschiff der Vancouver-Expedition, zeichnete im März/April 1792 die erste vollständige Karte der Marquesas.
Im Mai 1804 ankerte Adam Johann von Krusenstern bei seiner Weltumseglung mit den Schiffen Nadeshda und Newa in der Bucht von Taiohae auf der Insel Nuku Hiva. Während seines zehntägigen Aufenthaltes studierte er den Alltag und die Bräuche der Insulaner. Hierbei konnte er auch deutliche Anzeichen für rituellen Kannibalismus feststellen.
In den Folgejahren wurden die Inseln gelegentlich von Händlern, Abenteurern, entlaufenen Matrosen und Walfängern aufgesucht, die Geschlechtskrankheiten, Feuerwaffen und Alkohol mitbrachten und damit die alte Inselgesellschaft völlig aus dem Gleichgewicht brachten.

„Da waren die wilden Abenteurer, kleine Conquistadoren, die, im Besitz von Flinte und Munition, einen oder ein paar Talstämme beherrschten, die Eingeborenen in ihren Kriegen anführten und sie womöglich zur Strandpiraterie anstifteten. Sie waren der Schrecken der Missionare. Als „Erzieher“ der Eingeborenen spendeten sie ihnen die Gabe des Kokospalmweines.“

1813 erreichte Kommodore David Porter mit der Fregatte USS Essex Nuku Hiva, nahm die Insel am 19. November 1813 für die Vereinigten Staaten in Besitz und nannte sie „Madison Island“. Der Kongress der Vereinigten Staaten hat die Okkupation jedoch nicht ratifiziert.
Vom 18. August bis zum 2. September 1814 ankerten die Kriegsschiffe HMS Briton und HMS Targus vor Nuku Hiva und Tahuata. Von dort fuhren sie weiter nach Pitcairn, wo die Besatzung auf John Adams, den letzten Überlebenden der Meuterei auf der Bounty traf.
1838 erreichte der Franzose Abel Aubert Du Petit-Thouars (* 7. August 1793 in Turquant, † 16. März 1864 in Paris) mit seiner Fregatte Venus die Marquesas-Inseln und brachte katholische Missionare mit. Nach einem Bericht von Jules Dumont d’Urville, der wenige Wochen später mit seinen Schiffen Astrolabe und Zélee vor Taiohae ankerte, hatten sich damals außerdem vier Amerikaner, zwei Spanier und ein Engländer unter den Einheimischen in Taiohae angesiedelt.
Bei seiner zweiten Reise in den Pazifik nahm Du Petit-Thouars, inzwischen Konteradmiral, die Marquesas für Frankreich in Besitz. Die Annexion vollzog sich in zwei Etappen:
- am 1. Mai 1842 in Vaitahu auf Tahuata für die südöstliche Gruppe. Häuptling Iotete (andere Schreibweise: Lotete) akzeptierte die französische Oberherrschaft vertraglich. Zum Dank unterstützten ihn die Franzosen in den Stammeskonflikten, so dass sich Iotete zum König der gesamten Inselgruppe erheben konnte.
- am 2. Juni 1842 in Taiohae auf Nuku Hiva für die nordwestliche Gruppe. Die Franzosen errichteten dort ein Fort und eine Siedlung, um ihren Anspruch deutlich zu machen.[21]

Der Schriftsteller Herman Melville hielt sich im Juni 1842 vier Monate auf der Insel Nuku Hiva auf. In seinem Roman „Typee“ schildert er – romantisch überzeichnet, doch keineswegs unrealistisch – sein Leben mit einem Clan der Marquesas. Der Erfolgsroman erschien 1846 bei John Murray in London. Die in dem Buch enthaltene Kritik an Kolonisierung und Missionierung führte zu heftigen Angriffen konservativer Kreise. Dennoch beeinflusste der Roman viele spätere Autoren, die über die Südsee schrieben, zum Beispiel Robert Louis Stevenson, Jack London oder Robert Dean Frisbie.
1860 begann ein drei Jahre dauernder Raubzug peruanischer Sklavenhändler, die zahlreiche Einwohner auf die Guanoinseln vor der peruanischen Küste verschleppten. Die wenigen Rückkehrer verursachten 1863 eine Pockenepidemie, der zahlreiche Bewohner der Marquesas zum Opfer fielen.
1888 weilte der Schriftsteller Robert Louis Stevenson für mehrere Monate auf den Marquesas, auf dem Tuamotu-Archipel und auf Tahiti.
1897/98 besuchte der deutsche Arzt und Ethnologe Karl von den Steinen die Marquesas. Ihm verdanken wir u. a. eine akribische Beschreibung der Tätowierungen. Ohne diese Arbeit wären die kunstvollen Muster für immer verloren.
Die ersten Missionare, die ab 1797 aus England kommend über Tahiti die Marquesas erreichten, waren die Baptisten William Pascoe Crook und John Harris. Harris kam mit den Verhältnissen überhaupt nicht zurecht und kehrte wenige Monate später nach Tahiti zurück (in einem zeitgenössischen Bericht heißt es, er sei völlig verzweifelt, nackt und ausgeplündert am Strand aufgelesen worden). Crook blieb bis 1799.
Nicht mehr Erfolg hatte die amerikanisch-hawaiische Mission. William Patterson Alexander, Benjamin Parker und Richard Armstrong erreichten 1834 mit ihren Ehefrauen und einem drei Monate alten Baby von Hawaii kommend die Marquesas. Bereits im selben Jahr kehrten sie zurück. 1835 kamen zwei weitere Reverends mit ihren Ehefrauen aus Hawaii nach Fatu Hiva, konnten sich aber dort nicht halten und gingen später nach Hiva Oa. Immerhin gelang es dem aus Hawaii stammenden James Bicknell 1857 das Johannesevangelium ins Marquesanische zu übersetzen.
Ab 1838/39 konnte sich die katholische Mission, getragen von dem erst 1800 gegründeten französischen Orden „Pères et religieuses des Sacrés-Cœurs de Picpus“ (oder auch „Picpusiens“, benannt nach dem Ordenssitz in der Picpus-Straße in Paris) etablieren. Die Missionare breiteten sich von Mangareva aus nach Tahuata, Ua Pou und Nuku Hiva aus. Sie hatten, nicht anders als ihre evangelischen Glaubensbrüder, unter der gleichen feindseligen Aufnahme und den Stammeskriegen zu leiden. Mit Unterstützung der französischen Behörden konnten sie sich allerdings – trotz aller Hindernisse – auf Dauer behaupten. Ihnen gelang es sogar, König Moana von Nuku Hiva zu taufen, der jedoch 1863 an den Pocken starb.
Die Missionare jeder Glaubensrichtung taten ihr Bestes, die überlieferte Kultur mit Kava-Trinken, Fruchtbarkeits- und Mannbarkeits-Riten, Tatauierung, Schädelpräparation, Tanz und traditioneller Musik auszulöschen, allerdings versuchten sie auch – und das letztlich mit Erfolg – Kannibalismus und die ständigen Stammeskriege zu unterbinden.

### Austral-Inseln
Tubuai-Inseln:
- Ilôts Maria oder auch Hull (unbewohnt)
- Raivavae
- Rimatara
- Rurutu
- Tubuai

Bass-Inseln:
- Marotiri oder auch Bass Rocks (unbewohnt)
- Rapa oder Rapa Iti

### Gambierinseln
Der Ethnologe Kenneth P. Emory vom Bishop-Museum in Honolulu nahm an, dass die Gambierinseln, ebenso wie die anderen ostpolynesischen Inseln, von den Marquesas aus besiedelt wurden. Inzwischen wird aber eher eine von den Gesellschaftsinseln ausgehende Besiedlung, etwa um 1000 n. Chr., angenommen.
Es liegen archäologische Befunde dafür vor, dass die Inseln Mangareva, Taravai, Angakauitai, Akamaru, Aukena und Kamaka in protohistorischer Zeit von Polynesiern besiedelt waren. Die Gesellschaftsform war eine streng stratifizierte Stammesgesellschaft, die sich in ständigen Kriegen der Clans untereinander aufrieb, in der zeitweilige Nahrungsknappheit bestand und in der Kannibalismus nicht unbekannt war. Es gibt Hinweise, dass kurz vor der europäischen Einflussnahme ein Umbruch im Gange war, der zu Aufruhr und Bürgerkrieg zwischen den Gesellschaftsschichten führte. Dieser gesellschaftliche Umschwung dürfte die Eroberung der Inselgruppe durch König Pomaré II. von Tahiti zu Beginn des 19. Jahrhunderts wesentlich erleichtert haben. Bis zur zweiten Hälfte des 19. Jahrhunderts blieb der Archipel im Einflussbereich der Königs-Dynastie Pomaré von Tahiti.

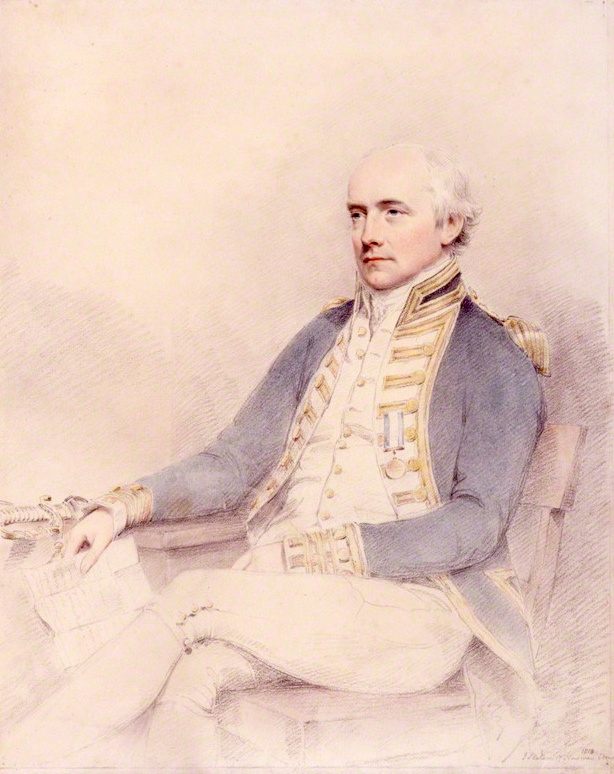
James Gambier

Für Europa entdeckt hat die Gambierinseln 1797 James Wilson, Kapitän des Schiffes Duff der London Missionary Society, das von Großbritannien aus zur Missionierung auf Tahiti, Tonga und den Marquesas aufgebrochen war. Er benannte die Inseln nach seinem Vorbild, dem Hugenotten James Gambier, der die Expedition finanziell unterstützt hatte.
1825 erreichte der Brite Frederick William Beechey mit seinem Schiff HMS Blossom die Gambierinseln während einer ausgedehnten Forschungsreise in den Pazifik und das arktische Nordamerika. Er schildert die Einwohner als sehr freundlich, jedoch diebisch veranlagt und beschreibt sie wie folgt:

„Die Eingeborenen waren groß und von schöner Gestalt, mit dickem, schwarzem Haar und Bärten und überall tätowiert […] Sie hatten keine anderen Waffen als lange Keulen und waren ganz nackt, mit Ausnahme eines in Streifen geschnittenen Bananenblattes, das sie sich um die Hüften gebunden hatten. Ein oder zwei Männer trugen weiße Turbane.“

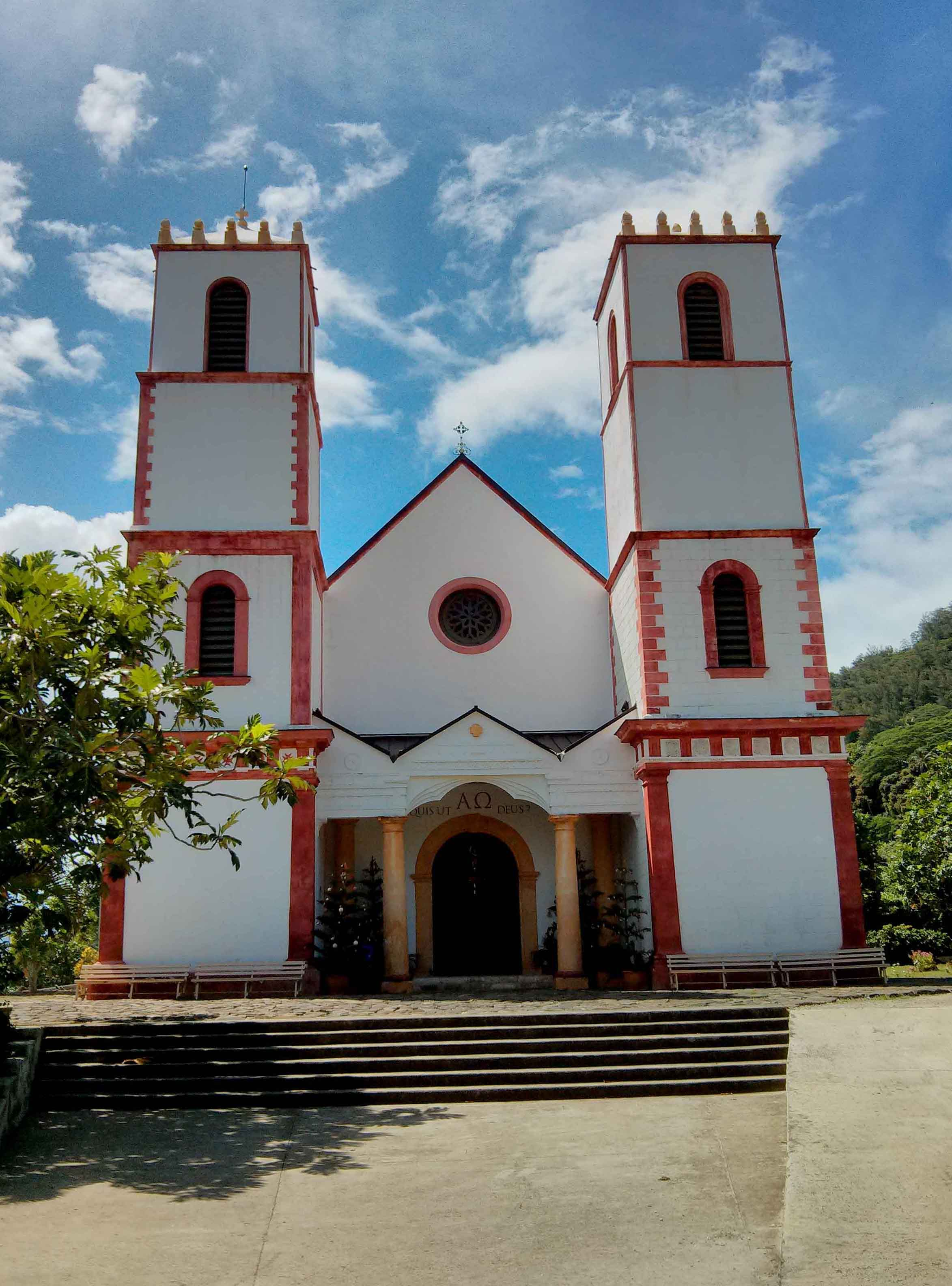
Die „Südseekathedrale“ auf Mangareva, eines der Bauprojekte von Pater Laval

Mit der Ausweitung des französischen Einflussbereiches im Südpazifik begann auch die katholische Missionierung in Polynesien. Die Gambierinseln gehörten zu den wenigen Inseln, deren Bewohner nicht bereits von der (methodistischen) London Missionary Society bekehrt worden waren. 1834 kamen die Patres Honoré Laval und François d’Assise Caret des erst 1800 gegründeten Ordens „Pères et religieuses des Sacrés-Cœurs de Picpus“ (kurz: Picpusiens) mit dem Schiff Peruviana auf der Insel Akamaru an. Zunächst leistete König Maputeoa, der letzte König von Mangareva, Widerstand, aber nachdem er die Genesung von einer schweren Krankheit dem neuen Gott zuschrieb, geriet er mehr und mehr unter den Einfluss der christlichen Missionare und ließ sich 1836 taufen. Zuerst mit Duldung und später mit aktiver Unterstützung des Herrschers entfalteten die Picpusiens ein umfangreiches Entwicklungsprogramm für die Inseln. Dazu gehörten eine umfangreiche Bautätigkeit mit zahlreichen Kirchen- und anderen öffentlichen Bauten auf allen Inseln, der Anbau und die Verarbeitung von Baumwolle, die Perlen- und Perlmuttfischerei (die dem Orden beträchtlichen Wohlstand bescherte) sowie die Anlage von Plantagen und Nutzgärten. Zahlreiche Arbeitskräfte wurden von Mangreva nach Tahiti verschifft, um 1856 die Kathedrale von Papeete zu errichten.
Die zwangsweise Verpflichtung der Arbeitskräfte für die Großprojekte entvölkerte die kleineren Gambierinseln und führte zu Hungersnöten, da die tägliche Nahrungsbeschaffung vernachlässigt wurde. Dies und die Verbreitung von bisher unbekannten Infektionskrankheiten hatte Verelendung und einen drastischen Bevölkerungsrückgang zur Folge. Andererseits unterdrückten die Missionare die ständigen Stammeskriege sowie die Menschenopfer und bekämpften den Kannibalismus.
Der französische Gouverneur von Tahiti sah dem Treiben des Paters Laval lange Jahre tatenlos zu. Erst als sich Beschwerden von Geschäftsleuten und Handelsschiffern häuften, schritt er ein. Père Laval musste auf Geheiß des Bischofs von Tahiti, Florentin Etienne „Tepano“ Jaussen, 1871 Mangareva verlassen. Er starb arm und verbittert am 1. November 1880 und wurde auf Tahiti begraben.
1881 übernahm Frankreich die Verwaltung der Inseln. Heute sind sie Teil des Überseeterritoriums Französisch-Polynesien.

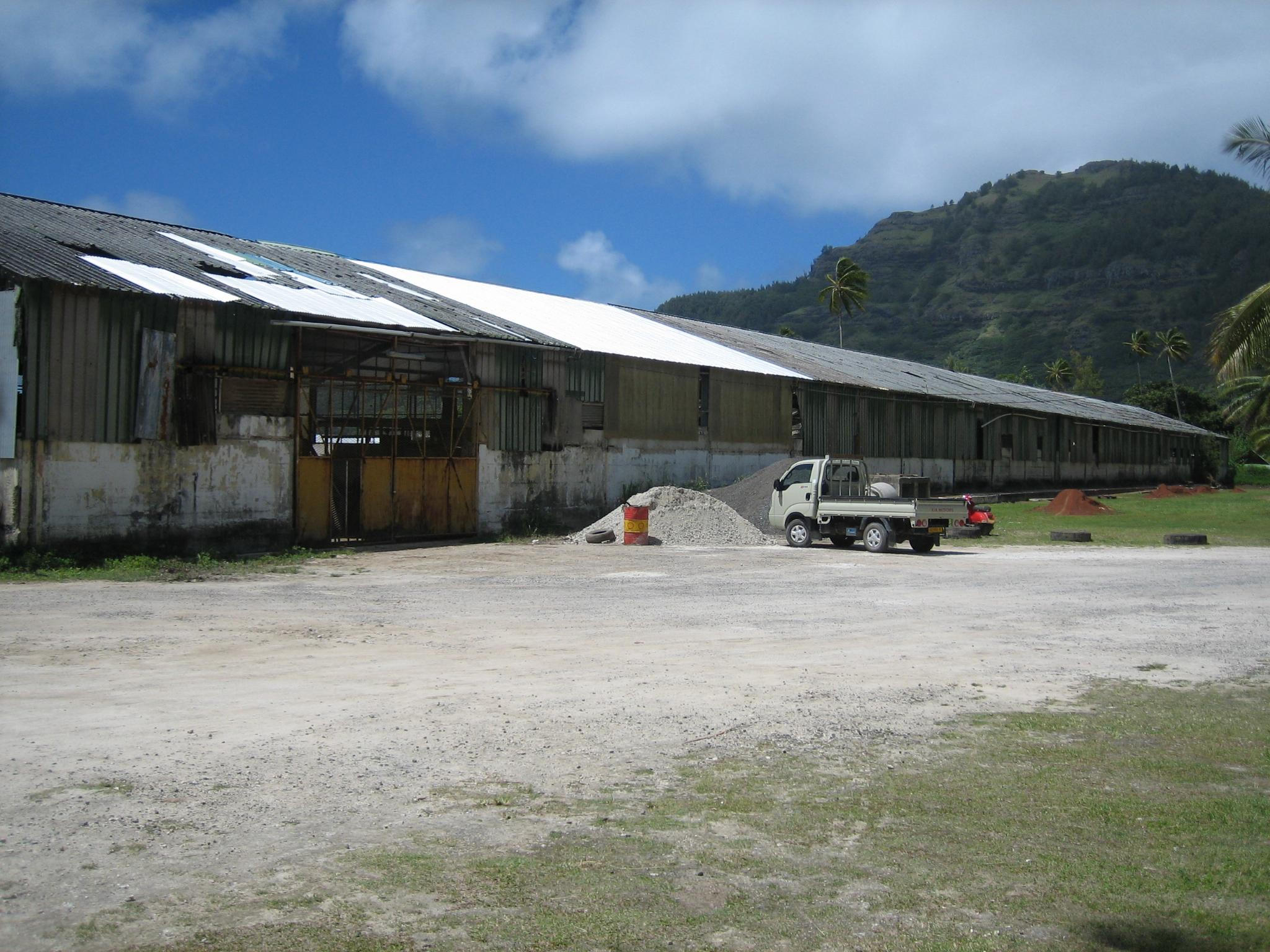
„Bunker“-Anlage auf Mangareva

Die Stationierung des Militärpersonals auf den Gambierinseln für die französischen Kernwaffenversuche auf dem etwa 400 km entfernten Mururoa-Atoll führte in den 1960er bis 80er Jahren zu einem vorübergehenden wirtschaftlichen Aufschwung. Die 2.000 Meter messende, heute zivil genutzte Landebahn auf dem Motu Totegegie vor Mangareva (ICAO ID: NTGY; ebenso lang wie die des Flughafens Dortmund) wurde 1967/68 von der französischen Armée de l’air gebaut.
Die Versuche hatten vermutlich auch unangenehme Begleiterscheinungen. Der radioaktive Fallout führte wahrscheinlich zu einer erhöhten Krebsrate bei den Bewohnern der Gambierinseln. Daten dazu wurden zwar erhoben, blieben aber bisher unter Verschluss. Auf Mangareva baute das französische Militär einen bunkerähnlichen Unterstand, in dem sich die Einwohner bei den Kernwaffenversuchen in Sicherheit bringen sollten. Der Bunker steht noch heute. Bis zum Ende der 1980er Jahre konnten die Gambierinseln nur mit einer Sondergenehmigung der französischen Militärbehörde besucht werden.

## Politik

Administrative Karte Französisch-Polynesiens

In den Jahren 2004 und 2005 hat sich die politische Situation des Landes sehr stark verändert. Im Februar 2004 wurde in der französischen Hauptstadt Paris ein neues Autonomiestatut für Französisch-Polynesien beschlossen. Unter anderem änderte sich der offizielle Status des Gebietes als französisches Übersee-Territorium (TOM = Territoire d'outre-mer) in Überseeland (POM = Pays d’outre-mer). Die Position der lokalen Regierung und des lokalen Präsidenten wurde gestärkt. Frankreich ist künftig nur noch für Außenpolitik, Justiz, Verteidigung, innere Sicherheit und Geldwesen zuständig.
Im Mai 2005 wurde der seit vielen Jahren regierende, Frankreich getreue Gaston Flosse von dem Independantisten Oscar Temaru als Präsident abgelöst. Verändert wurde auch die Zusammensetzung des lokalen Parlamentes, der Assemblée de la Polynésie française (Te âpooraa rahi o te fenua Māòhi), das jetzt aus 57 statt 49 Parlamentariern besteht. Die bei den Wahlen stärkste Liste erhält automatisch 30 % der Sitze zusätzlich zum proportionalen Stimmenanteil. Die Zugangshürde zum Parlament wurde von 5 % auf 3 % der abgegebenen Stimmen gesenkt. Die Zahl der Wahlkreise wurde von 5 auf 6 erhöht.
Das Verhältnis zur Europäischen Union ist ein geteiltes. Französisch-Polynesien ist nicht Teil der Europäischen Union, seine Bürger sind jedoch französische Staatsbürger, damit auch Unionsbürger, und sie sind bei Wahlen zum Europäischen Parlament wahlberechtigt. Andererseits sind die Grundfreiheiten der Europäischen Union, wie die freie Arbeitsplatzwahl, in Französisch-Polynesien nicht anwendbar.
Von 1946 bis 1947 stand das Territorium auf der UN-Liste der Hoheitsgebiete ohne Selbstregierung. Die Unabhängigkeitspartei in Französisch-Polynesien (Tāvini huiraʻatira) strebt die volle Souveränität der Inseln an. Im April und Mai 2013 verlor die Partei allerdings die Wahlen gegen die konservative Partei Flosses (Tāhōʻēraʻa huiraʻatira), die für die Autonomie, aber gegen die Unabhängigkeit eintritt. Dessen ungeachtet brachten die Salomonen und andere mit der Unabhängigkeitspartei sympathisierende Pazifikstaaten eine Resolution bei den Vereinten Nationen (UN) ein, in der die Loslösung Französisch-Polynesiens von Frankreich gefordert wird. Am 17. Mai 2013 verabschiedete die UN-Vollversammlung einmütig eine Resolution, die das französische Überseegebiet wieder auf die Entkolonialisierungs-Liste setzte. Frankreich boykottierte die Sitzung und sprach von „unverhohlener Einmischung“.
Das nach der Parlamentswahl in Französisch-Polynesien 2013 zusammengetretene Parlament wählte am 16. Mai 2013 unter dem Vorsitz des Parlamentspräsidenten Édouard Fritch wiederum Gaston Flosse, Mitgründer der Partei Tāhōʻēraʻa huiraʻatira, zum Präsidenten von Französisch-Polynesien, der sein Amt am 17. Mai 2013 antrat. Vizepräsident wurde Nuihau Laurey. Nachdem Gaston Flosse aufgrund der Rechtskraft seiner Verurteilung wegen Korruption sein passives Wahlrecht verloren hatte, musste er am 5. September 2014 als Präsident zurücktreten. Seit dem 12. September 2014 ist sein damaliger Schwiegersohn Édouard Fritch Präsident Französisch-Polynesiens. Gaston Flosse blieb weiter Parteivorsitzender von Tāhōʻēraʻa huiraʻatira. Édouard Fritch verließ Tāhōʻēraʻa huiraʻatira und gründete am 20. Februar 2016 Tāpura huiraʻatira, eine Partei, die die politische Autonomie innerhalb der Französischen Republik ausweiten möchte, aber nicht nach vollständiger Unabhängigkeit strebt. Fritch konnte sich bei der Parlamentswahl in Französisch-Polynesien 2018 gegen Flosse und Temaru durchsetzen. Bei der Parlamentswahl am 30. April 2023 gewann die Unabhängigkeitspartei Tāvini huiraʻatira von Oscar Temaru 44,3 %, gefolgt von der Tāpura huiraʻatira mit 38,5 % und der Autonomiepartei A Here ia Porinetia mit 17,2 % der Stimmen. Am 12. Mai 2023 wurde Moetai Brotherson von der Partei Tāvini huiraʻatira zum Präsidenten von Französisch-Polynesien gewählt.

## Kultur
In Französisch-Polynesien gibt es drei TV-Sender: RFO Tempo Polynésie, RFO Télé Polynésie des Senders Outre-mer La 1ère und TNTV (Tahiti Nui TV).
Zur Esskultur: Typisch sind Speisen mit Fisch und Meeresfrüchten. Oft werden dazu noch verschiedene Gemüsearten serviert. Als Nachspeise werden so gut wie immer Früchte gegessen. Als besondere Spezialität/Delikatesse gelten bei der einheimischen Bevölkerung Nacktschnecken aus dem Meer. Sie werden oft beim Langustentauchen eingesammelt und anschließend roh verzehrt. Der Schleim, den diese Schnecke absondert, ist giftig und wird deshalb vor dem Verzehr entfernt.

## Persönlichkeiten
- Moetai Brotherson (* 1969), Politiker
- Fabrice Santoro (* 1972), Tennisspieler